# Calaum Jahraldo-Martin
Calaum Jahraldo-Martin (Hemel Hempstead, Reino Unido; 27 de abril de 1993) es un futbolista internacional de Antigua y Barbuda que juega como defensa.

## Primeros años
Jahraldo-Martin vivió en Inglaterra, Antigua y Jamaica antes de regresar a Inglaterra para vivir en Harrow, a la edad de 11 años. Después de perderse un juicio en el Brighton & Hove Albion debido a una enfermedad, se unió a FootballCV y asistió a los días de juicios en Rushden & Diamonds, Newcastle United, Brentford y Barnet. Luego de los días de prueba, Jahraldo-Martin recibió interés del  Boreham Wood de la National League South y pasó a firmar por ellos. Durante su tiempo en FootballCV recibió el premio al Jugador del Año de la Academia FootballCV.

## Trayectoria
Jahraldo-Martin se unió al Dulwich Hamlet de la Isthmian League en 2012 y durante la temporada 2012-13 anotó 2 goles en 20 apariciones en la liga y luego ganó el ascenso a la Isthmian League Premier Division. Sus impresionantes actuaciones resultaron en una prueba de 2 semanas en el lado del Hull City en la English Football League Championship en el que Jahraldo-Martin jugó para las reservas del club. El gerente de Hull, Steve Bruce quedó impresionado con el desempeño de los jóvenes y lo contrató en marzo de 2013. En la transferencia, Bruce dijo: "Ha sido un soplo de aire fresco y quién sabe, podríamos haber desenterrado una pequeña joya". Hizo su debut en el Hull City en una Copa de la Liga ante el Leyton Orient el 27 de agosto de 2013, luego de entrar como sustituto de Nick Proschwitz a los 67 minutos.
El 20 de noviembre de 2014 salió cedido al Tranmere Rovers hasta el 1 de enero de 2015. Hizo su debut el 22 de noviembre en una derrota por 1-2 en casa ante el Southend United.
El 27 de enero de 2015 fichó por el club del Scottish Championship, Alloa Athletic en calidad de préstamo hasta el final de la temporada 2014-15.
El 2 de enero de 2016 se unió al Leyton Orient en un contrato de préstamo de un mes. Marcó su primer gol en la liga de fútbol en una victoria a domicilio por 2-0 en Wycombe Wanderers y su préstamo se extendió por el resto de la temporada 2015-16.
El 12 de agosto de 2016 firmó un contrato a corto plazo con Oldham Athletic.
El 3 de agosto de 2017 firmó un contrato de un año con el Newport County de la English Football League Two después de un exitoso período de prueba de pretemporada. Hizo su debut con Newport en el primer día de la temporada 2017-18, como suplente en la segunda mitad en un empate 3-3 en Stevenage, pero fue liberado al final de la temporada 2017-18.

## Selección nacional
A fines de agosto de 2014, Jahraldo-Martin se comprometió a representar a Antigua y Barbuda internacionalmente y se unió al equipo mientras se preparaban para la primera ronda de clasificación para la Copa del Caribe 2014. Realizó su debut internacional en el primer partido del torneo de Antigua en una victoria por 6-0 sobre Anguila. También anotó su primer gol internacional en el partido, abriendo el marcador de su selección a los ocho minutos. 

### Goles internacionales
A partir del partido jugado el 7 de junio de 2016. El puntaje de Antigua y Barbuda aparece en primer lugar, la columna de puntaje indica el puntaje después de cada gol de Jahraldo-Martín. 
| N.º | Fecha                   | Lugar de eventos                                         | Juego | Adversario | Puntaje | Resultado | Competencia                                             |
| --- | ----------------------- | -------------------------------------------------------- | ----- | ---------- | ------- | --------- | ------------------------------------------------------- |
| 1   | 3 de septiembre de 2014 | Antigua Recreation Ground, Saint John, Antigua y Barbuda | 1     | Anguila    | 1–0     | 6-0       | Clasificación de la Copa del Caribe 2014                |
| 2   | 7 de junio de 2016      | Estadio Sir Vivian Richards,Antigua, Antigua y Barbuda   | 15    | Granada    | 2-0     | 5–1       | Clasificación para la Copa del Caribe 2017              |
| 3   | 7 de junio de 2016      | Estadio Sir Vivian Richards,Antigua, Antigua y Barbuda   | 15    | Granada    | 5–1     | 5–1       | Clasificación para la Copa del Caribe 2017              |
| 4   | 12 de octubre de 2018   | Estadio Thomas Robinson,Nasáu, Bahamas                   | 22    | Bahamas    | 3-0     | 6-0       | Clasificación para la Liga de Naciones CONCACAF 2019-20 |